# Bohušovice (Těšín)
Bohušovice (polsky Boguszowice, německy Boguschowitz nebo Bohusdorf) jsou čtvrť Těšína rozkládající se v severní části města na silnici do Karviné a železniční trati do Žibřidovic. Leží na řece Olši, která tu je zároveň státní hranicí mezi Polskem a Českou republikou, sousedí na severu s Marklovicemi, na západě s Chotěbuzem, konkrétně osadou Zpupná Lhota, na jihu a východě pak s čtvrtěmi Malá Louka, Fryštátské předměstí, Pastviska a Kalubice.
První zmínka o Bohušovicích pochází z 31. ledna 1290, kdy Měšek I. Těšínský rytíři Bohušovi daroval 10 franckých lánů pro založení vesnice Bogusovici. Tento dokument je zároveň prvním, v němž Měšek používá titulu těšínského knížete, a tudíž se jedná o první zmínku o samostatném Těšínském knížectví, pročež se za datum jeho vzniku přijímá právě rok 1290.
Od poloviny 19. století byly Bohušovice součástí obce Pastviska. Spolu s nimi připadly po rozdělení Těšínska v roce 1920 Polsku, a v roce 1973 byly připojeny k Těšínu. V roce 1997 sídelní jednotku Boguszowice obývalo 361 lidí.
Roku 1991 byl v Bohušovicích otevřen 760 m dlouhý silniční most překlenující údolí Olše spolu s hraničním přechodem Cieszyn-Boguszowice – Chotěbuz, který byl do vstupu Polska a České republiky do schengenského prostoru v roce 2007 největším co do rozsahu infrastruktury a počtu odbavených vozidel hraničním přechodem mezi zeměmi. Přes most vede rychlostní silnice S52, jejímž pokračováním na české straně je dálnice D48.
Pod jedním z pilířů mostu se nachází pěchotní srub č. VI Anna, součást polského pohraničního opevnění z roku 1939, který jako jediný na Těšínsku se aktivně zúčastnil bojů v září 1939 – místní posádka ostřelovala německé jednotky snažící se přepravit se přes Olši; nyní se jedná o významnou kulturní památku. V severní částí Bohušovic na tzv. Loukách na Kopcích byla postavena motokrosová trať.